# Blue Hawaii
Blue Hawaii (с англ. — «Голубые Гавайи») — студийный альбом американского певца Элвиса Пресли, вышедший в 1961 году, саундтрек к фильму «Голубые Гавайи».

## Об альбоме
«Blue Hawaii» стал одним из самых успешных альбомов в карьере Пресли: пластинка продержалась на 1-м месте более 4 месяцев, а сам фильм стал одним из лидеров кассовых сборов 1960-х гг. в США. Успех «Голубых Гавайев» задал тон всем последующим фильмам Пресли (по формуле: экзотические места, модные амплуа, красивые девушки и лёгкая, специально написанная к фильму музыка).
Альбом отдаёт дань жанру гавайской эстрадной музыки, особенно популярной в 1920—50-е гг., и туристическому буму, охватившим Гавайи в конце 1950-х гг. Заглавная песня была в 1940-х гг. хитом для Бинга Кросби. Ещё две песни были так же давно известны: это хабанера «La Paloma» (в исполнении Пресли — «No More») и «Aloha Oe» — пожалуй, самая известная настоящая гавайская песня (Пресли пропевает несколько строчек на гавайском языке). Все остальные песни были написаны специально для фильма, включая хит «Can’t Help Falling In Love»: именно этой песней Пресли будет заканчивать все свои выступления в 1969—1977 гг.; «Hawaiian Wedding Song» также будет часто им исполняться на концертах.
12 января 1973 года, во время работы над телешоу «Привет с Гавайев», Пресли перезаписал 4 песни с альбома («Blue Hawaii», «No More», «Ku-U-I-Po», «Hawaiian Wedding Song»): это один из редких примеров, когда Пресли заново записывал уже выпущенную песню.
В 1997 году вышло расширенное издание, в которое дополнительно включены разные дубли песен альбома, в том числе песня «Steppin' Out Of Line», которая планировалась для фильма, но так и не была использована в нём (она вошла в альбом «Pot Luck» 1962 года).

## Список композиций

### Оригинальная версия (1961)
1. Blue Hawaii
2. Almost Always True
3. Aloha Oe
4. No More (La Paloma)
5. Can’t Help Falling in Love
6. Rock-A-Hula Baby
7. Moonlight Swim
8. Ku-U-I-Po (Hawaiian Sweetheart)
9. Ito Eats
10. Slicin' Sand
11. Hawaiian Sunset
12. Beach Boy Blues
13. Island Of Love
14. Hawaiian Wedding Song

Форматы: грампластинка, компакт-диск

### Расширенная версия (1997)
1. Blue Hawaii
2. Almost Always True
3. Aloha Oe
4. No More (La Paloma)
5. Can’t Help Falling in Love
6. Rock-A-Hula Baby
7. Moonlight Swim
8. Ku-U-I-Po (Hawaiian Sweetheart)
9. Ito Eats
10. Slicin' Sand
11. Hawaiian Sunset
12. Beach Boy Blues
13. Island Of Love
14. Hawaiian Wedding Song
15. Steppin' Out Of Line
16. Can’t Help Falling In Love (Movie Version)
17. Slicin' Sand (Alternate Take 4)
18. No More (Alternate Take 7)
19. Rock-A-Hula-Baby (Alternate Take 1)
20. Beach Boy Blues (Movie Version)

Форматы: компакт-диск

## Альбомные синглы
- Can’t Help Falling in Love / Rock-A-Hula Baby (1961)